# Киндрово
Киндрово (хорв. Kindrovo) — населений пункт у Хорватії, у Бродсько-Посавській жупанії у складі громади Подцркавлє.

## Населення
Населення за даними перепису 2011 року становило 87 осіб.
Динаміка чисельності населення поселення:

## Клімат
Середня річна температура становить 10,93 °C, середня максимальна – 24,90 °C, а середня мінімальна – -5,15 °C. Середня річна кількість опадів – 772 мм.
| Клімат поселення                              | Клімат поселення | Клімат поселення | Клімат поселення | Клімат поселення | Клімат поселення | Клімат поселення | Клімат поселення | Клімат поселення | Клімат поселення | Клімат поселення | Клімат поселення | Клімат поселення | Клімат поселення |
| Показник                                      | Січ.             | Лют.             | Бер.             | Квіт.            | Трав.            | Черв.            | Лип.             | Серп.            | Вер.             | Жовт.            | Лист.            | Груд.            |                  |
| Середній максимум, °C                         | 6,50             | 7,76             | 12,26            | 16,80            | 21,90            | 24,90            | 24,46            | 23,89            | 19,86            | 14,74            | 9,10             | 4,94             |                  |
| Середня температура, °C                       | 0,67             | 1,93             | 6,44             | 10,97            | 16,07            | 19,08            | 20,96            | 20,39            | 16,38            | 11,26            | 5,62             | 1,46             |                  |
| Середній мінімум, °C                          | −5,15            | −3,91            | 0,61             | 5,14             | 10,25            | 13,25            | 17,46            | 16,91            | 12,90            | 7,75             | 2,12             | −2,03            |                  |
| Норма опадів, мм                              | 48               | 50               | 46               | 58               | 71               | 100              | 68               | 63               | 54               | 70               | 80               | 64               |                  |
| Середньомісячна швидкість вітру, м/с          | 1.95             | 2.21             | 2.49             | 2.42             | 2.16             | 2.00             | 1.96             | 1.80             | 1.78             | 1.83             | 1.93             | 2.01             |                  |
| Середньомісячна сонячна радіація, кДж/м²·день | 4322             | 7001             | 10880            | 15217            | 19144            | 21030            | 22123            | 20315            | 14976            | 9270             | 4901             | 3601             |                  |
| --------------------------------------------- | ---------------- | ---------------- | ---------------- | ---------------- | ---------------- | ---------------- | ---------------- | ---------------- | ---------------- | ---------------- | ---------------- | ---------------- | ---------------- |
| Джерело:                                      |                  |                  |                  |                  |                  |                  |                  |                  |                  |                  |                  |                  |                  |